# Hasthinapura, Kadur
Hasthinapura là một làng thuộc tehsil Kadur, huyện Chikmagalur, bang Karnataka, Ấn Độ.